# Maximiliano Zalazar
Maximiliano Ezequiel Zalazar (Ezeiza, 8 marzo 2001) è un calciatore argentino, attaccante del Gimnasia (LP) in prestito dal Boca Juniors.

## Caratteristiche tecniche
Gioca come ala destra.

## Carriera

### Club
Zalazar ha fatto il suo percorso nel calcio nelle giovanili del Boca Júnior, con un breve passaggio di sei mesi nel 2020 all'Internacional in Brasile.
Il 2 settembre 2022 ha firmato il suo primo contratto professionistco con il Xeneize fino al 2025, Il 15 settembre ha debuttato in prima squadra giocando gli ultimi minuti contro il Lanús in Primera División.
Il 25 gennaio 2023 è stato prestato al Platense per tutta la stagione. Ha realizzato la sua prima rete fra i professionisti l'8 aprile 2023 decidendo la sfida di campionato contro l'Instituto (C).

### Nazionale
Ha giocato nella nazionale argentina Under-20.

## Statistiche

### Presenze e reti nei club
Statistiche aggiornate al 19 luglio 2025.
| Stagione        | Squadra          | Campionato      | Campionato | Campionato | Coppe nazionali | Coppe nazionali | Coppe nazionali | Coppe continentali | Coppe continentali | Coppe continentali | Altre coppe | Altre coppe | Altre coppe | Totale | Totale |
| Stagione        | Squadra          | Comp            | Pres       | Reti       | Comp            | Pres            | Reti            | Comp               | Pres               | Reti               | Comp        | Pres        | Reti        | Pres   | Reti   |
| --------------- | ---------------- | --------------- | ---------- | ---------- | --------------- | --------------- | --------------- | ------------------ | ------------------ | ------------------ | ----------- | ----------- | ----------- | ------ | ------ |
| 2022            | Boca Juniors     | PD              | 2          | 0          | CA+CdL          | 0               | 0               | CL                 | -                  | -                  | TC+SI       | -           | -           | 2      | 0      |
| 2023            | Platense         | PD              | 15         | 1          | CA+CdL          | 1+7             | 0+2             | -                  | -                  | -                  | -           | -           | -           | 23     | 3      |
| 2024            | Barracas Central | PD              | 18         | 1          | CA+CdL          | 3+15            | 0+4             | -                  | -                  | -                  | -           | -           | -           | 36     | 5      |
| 2025            | Tigre            | PD              | 4          | 0          | CA              | 0               | 0               | -                  | -                  | -                  | -           | -           | -           | 4      | 0      |
| 2025            | Gimnasia (LP)    | PD              | 2          | 0          | CA              | 0               | 0               | -                  | -                  | -                  | -           | -           | -           | 2      | 0      |
| Totale carriera | Totale carriera  | Totale carriera | 41         | 2          |                 | 26              | 6               |                    | -                  | -                  |             | -           | -           | 67     | 8      |

## Palmarès

### Club

#### Competizioni nazionali
- Campionato argentino: 1

Boca Juniors: 2022